# Cynthia Fuchs Epstein
Cynthia Fuchs Epstein (* 1933) ist eine US-amerikanische Soziologin und emeritierte Professorin der City University of New York. 2006 amtierte sie als Präsidentin der American Sociological Association (ASA).
Epstein machte ihr Bachelor-Examen am  Antioch College, besuchte die University of Chicago Law School, erwarb den Master-Titel an der New School for Social Research und promovierte zur Ph.D. an der Columbia University. 1975 kam sie an die City University of New York, distinguished professor wurde sie dort 1990. Sie ist für ihre Beiträge zur Arbeitssoziologie und zu den Gender Studies bekannt. 

## Schriften (Auswahl)
- The part-time paradox. Time norms, professional lives, family, and gender. Routledge, New York 1999, ISBN 0415921236.
- Women in law. Basic Books, New York 1981, ISBN 0465092055 (2. Auflage: University of Illinois Press, Urbana 1993, ISBN 0252062051).
- Deceptive distinctions. Sex, gender, and the social order. Russell Sage Foundation, New York 1988, ISBN 0300041756.
- Woman's place. Options and limits in professional careers. University of California Press, Berkeley 1970.
- Personal Reflections with a Sociological Eye, in: Bennett M. Berger (Hrsg.): Authors of their own lives : intellectual autobiographies by twenty American sociologists, Berkeley : University of California Press, 1990, S. 349–362